# Клещихинское кладбище
Клещихинское кладбище — некрополь в Новосибирске. Находится в Ленинском районе, ул. Малыгина, 11, корпус 1. Одно из действующих кладбищ города.
Занимает площадь 165 га, одно из крупнейших в городе. Предоставляются земельные участки для создания семейных захоронений. Имеется участок почётных захоронений. Проведена инвентаризация значительной части могил (на 2019 год 60 %)

## История
Открыто в 1952 году на бывших землях сельскохозяйственного назначения.
В 2001 году здесь была построена церковь иконы «Утоли Моя Печали» в стиле московских храмов XVII века.
В 2006 году семь новосибирских кладбищ — «Заельцовское», «Северное», «Гусинобродское», «Клещихинское», «Инское», «Южное» и «Чемское» — вошли во вновь созданное МКУ «Ритуальные услуги», в 2015 году комиссия регионального управления антимонопольной службы потребовала вернуть кладбище под муниципальное управление.
5 ноября 2006 года совершено торжественное перезахоронение останков заслуженной артистки РФ Екатерины Савиновой, в 2007 году — героя Великой Отечественной войны Дмитрия Ермоленко, останки которого были обнаружены в Эстонии, в 2017 — Никандра Ефимова, павшего в боях у деревни Мясной Бор Новгородской области, его останки были обнаружены в августе 2014, в Старой Руссе на церемонии передачи останков родственникам присутствовал президент России Владимир Путин
В 2009 году была возведена 13-метровая колумбарная стена с 280 нишами. В 2015 году на кладбище при участии митрополита Новосибирского и Бердского Тихона был торжественно открыт новый ритуальный комплекс.
Волонтеры в преддверии годовщины начала Великой Отечественной войны проводят на кладбище мероприятия по уборке могил ветеранов
Есть предложение сделать традицией празднования Дня десантника (2 августа) посещение могилы на Клещихинском кладбище бывшего десантника, новосибирского барда Андрея Климнюка

## Известные захоронения
См. категорию Похороненные на Клещихинском кладбище
На кладбище похоронены один из самых известных жителей Новосибирска Герой Советского Союза В. Г. Крикун, Герои Советского Союза И. И. Осинный и Д. А. Шмонин, Герои Социалистического Труда С. А. Явнов, Н. К. Устинов, Н. А. Багаев, И. И. Шурбин, В. Е. Самородов. Здесь же находятся могилы известной советской актрисы Екатерины Савиновой, погибшего при исполнении служебных обязанностей сотрудника пожарной охраны Владимира Заровного, Олимпийской чемпионки по фристайлу Лины Черязовой, советского рок-музыканта Дмитрия Селиванова.